# Parken

Zeichen 314 der StVO zeigt an, dass Parken am Aufstellort des Schildes – vorbehaltlich weitergehender Regelungen durch Zusatzzeichen – erlaubt ist.

Parken oder Parkieren (Schweizer Hochdeutsch; über das englische park „einhegen, in einem Park abstellen“ schließlich zu spätlateinisch parricus „Gehege“) bezeichnet den Vorgang, ein betriebsfähiges und zugelassenes Fahrzeug für unbestimmte Zeit abzustellen (in Deutschland ein so genannter Abstellvorgang, in Österreich ein Abstellen des Fahrzeuges). Dabei handelt es sich um einen zulässigen Gemeingebrauch, das Fahrzeug ist dem ruhenden Verkehr zuzuordnen.
Das Parken ist wie das Halten überall dort gestattet, wo es nicht durch Halt- (Österreich: Halte-) oder Parkverbote untersagt ist. Zur besseren Ausnutzung des Parkraums ist platzsparendes Parken unabdingbar. Ausreichend Platz für das Ein- und Aussteigen sowie das Rangieren ist freizuhalten.
Das Einparken im Straßenraum zählt neben anderen Grundfahraufgaben zur praktischen Führerscheinprüfung. Dabei unterscheidet man das Längsparken in Fahrbahnrichtung vom Schrägparken. Das zur Fahrrichtung schräge Parken erfordert weniger Geschicklichkeit. In den USA war das Schrägparken bereits Ende der 1920er Jahre weiträumig eingeführt.

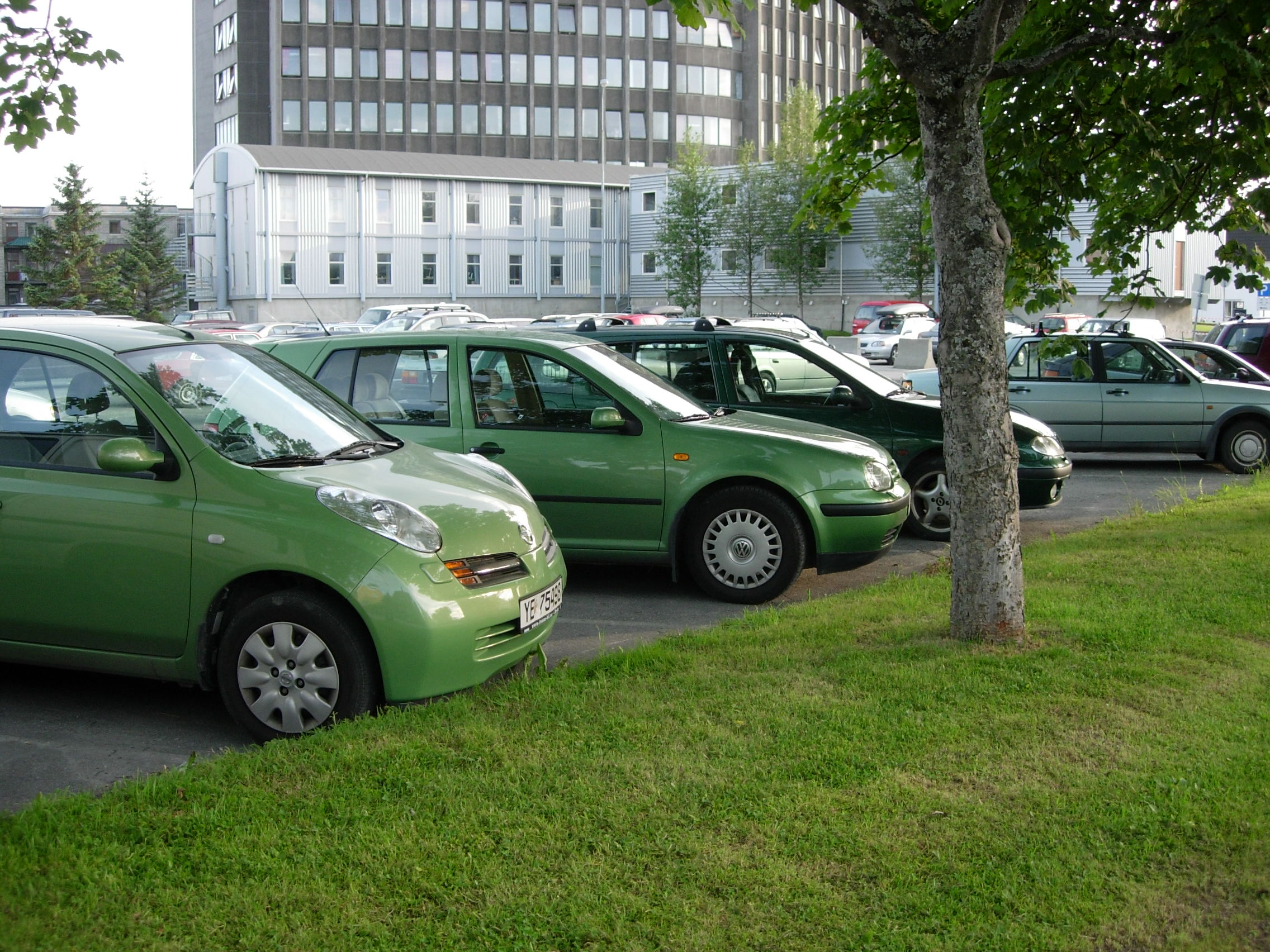
Geparkte Fahrzeuge in Schrägaufstellung

## Situation nach Ländern

### Deutschland

#### Definition
In Deutschland ist der Abstell- bzw. Parkvorgang vom reinen Haltvorgang zu unterscheiden, Rechtsgrundlage dafür bildet die Straßenverkehrs-Ordnung (StVO). § 12 Abs. 2 StVO definiert: „Wer sein Fahrzeug verlässt oder länger als drei Minuten hält, der parkt.“ Es genügt also schon eines von beiden Kriterien, um aus dem Halte- einen Parkvorgang zu machen.

#### Regeln
Das Parken hat in erster Linie auf gekennzeichneten Parkflächen zu erfolgen und es muss grundsätzlich auf dem rechten Seitenstreifen geparkt werden. Ist ein solcher nicht vorhanden oder nicht ausreichend befestigt, muss am rechten Fahrbahnrand geparkt werden. Ausnahmen davon gibt es nur in Einbahnstraßen sowie auf Fahrbahnen, auf denen rechts Schienen vorhanden sind, sodass das Parken dort nicht möglich ist – dort ist das Parken am linken Fahrbahnrand erlaubt. Weiterhin ist es laut Urteil des OLG Köln zugelassen, in verkehrsberuhigten Bereichen auf gekennzeichneten Parkflächen in Fahrtrichtung links zu parken.
Das Halten und Parken auf jeglicher Art von Radverkehrsanlagen ist verboten; auf Gehwegen ebenso, solange es nicht durch Schilder und/oder Markierungen explizit erlaubt wird.
Für Lastkraftwagen und ihrer Anhänger gelten in Deutschland nach § 12 StVO besondere Regeln; sie dürfen in einigen Gebieten nicht nachts oder am Sonntag geparkt werden. Kraftfahrzeuganhänger ohne Zugfahrzeug dürfen maximal zwei Wochen geparkt werden.

### Niederlande

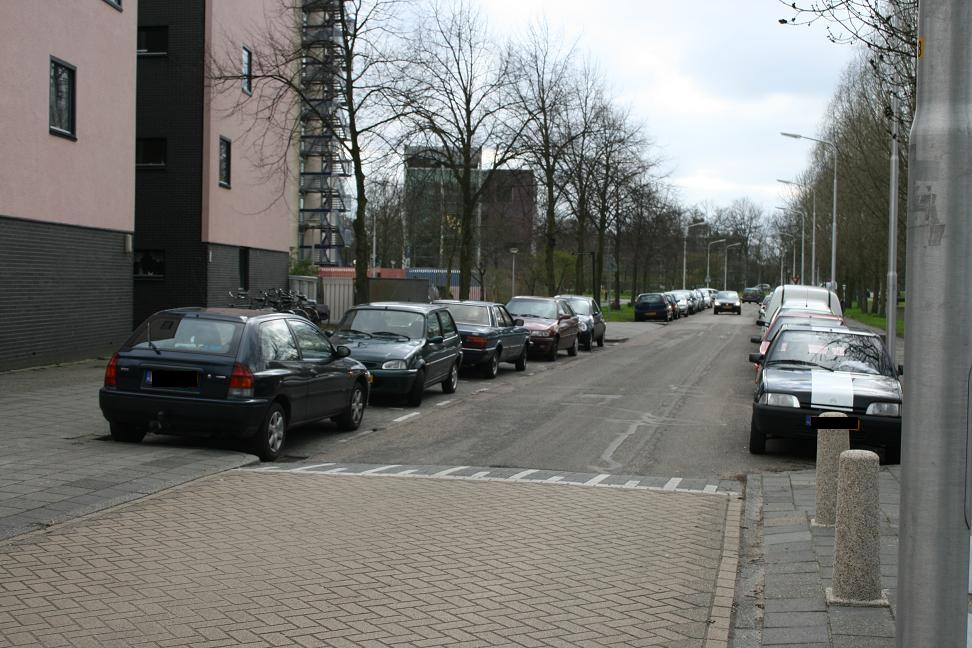
Typisches Parkverhalten in den Niederlanden

In den Niederlanden ist es zugelassen, den linken Fahrbahnrand zum Parken zu benutzen. In der Regel sind Verkehrsschilder so aufgestellt, dass sie aus beiden Richtungen problemlos zu erkennen sind.

### Österreich
Die rechtliche Grundlage für das Halten und Parken ist die österreichische Straßenverkehrsordnung (StVO). Als Spezialnorm für das Verhalten von Lenkern auf und nahe von Eisenbahnkreuzungen kommt auch für das Halten und Parken die Eisenbahn-Kreuzungsverordnung 1961 zur Anwendung.

#### Definition
Nach § 2 Abs. 1. Z. 28 StVO gilt als Parken jedes längere Abstellen des Fahrzeuges über die für Halten definierte Zeitdauer.
Nach § 2 Abs. 1 Z. 27 handelt es sich dann um Halten, wenn eine „nicht durch die Verkehrslage oder durch sonstige wichtige Umstände erzwungene Fahrtunterbrechung bis zu zehn Minuten oder für die Dauer der Durchführung einer Ladetätigkeit“ (§ 62) vorgenommen wird.

#### Regeln

##### Fahrzeuge allgemein
Die Fahrzeuge sind „zum Halten oder Parken unter Bedachtnahme auf die beste Ausnützung des vorhandenen Platzes so aufzustellen, daß kein Straßenbenützer gefährdet und kein Lenker eines anderen Fahrzeuges am Vorbeifahren oder am Wegfahren gehindert wird“ (§ 23 Abs. 1).
Sofern sich durch Bodenmarkierung oder Straßenverkehrszeichen nichts anderes ergibt, sind Fahrzeuge außerhalb von Parkplätzen parallel zum Fahrbahnrand aufzustellen. Einspurige Fahrzeuge sind platzsparend aufzustellen, das heißt, sie dürfen auch schräg zum Fahrbahnrand aufgestellt werden.
Jedenfalls nicht gehalten oder geparkt werden darf überall dort, wo es durch Halte- bzw. Parkverbote verboten ist. Darüber hinaus sind die Halte- und Parkverbote in § 24 StVO Abs. 1 (Halten und Parken) und 3 (Parken) geregelt. Darunter zählen Halten und Parken auf engen Straßenstellen, vor unübersichtlichen Kurven oder Bergkuppen, auf Brücken und in Unterführungen sowie auf Schutzwegen und Radüberfahrten. Weiters aus Sicht des ankommenden Verkehrs innerhalb von 5 Metern vor dem Schutzweg bzw. der Radüberfahrt, sowie innerhalb von 5 Metern vom nächsten Schnittpunkt einander kreuzender Fahrbahnränder. In gewissen nach Abs. 2 geregelten Fällen dürfen durch Bodenmarkierungen absolute Halte- bzw. Parkverbote nach Abs. 1 oder 2 ausgehebelt werden.
Neben den anderen absoluten Halte- und Parkverboten gehören zur Verhinderung von Verkehrsbehinderungen des fließenden Verkehrs das Parken auf Fahrbahnen mit Gegenverkehr, wenn nicht mindestens zwei Fahrstreifen, sowie auf der linken Seite von Einbahnstraßen, wenn nicht mindestens ein Fahrstreifen für den fließenden Verkehr freibleibt.
Verboten ist das Parken vor Haus- und Grundstückseinfahrten (§ 24 Abs. 3 lit. b)), wie auch auf Gleisen von Schienenfahrzeugen und auf Fahrstreifen für Omnibusse (lit. c)) während der Betriebszeiten. Halten ist demnach in diesen Fällen erlaubt, jedoch hat der Lenker im Fahrzeug zu verbleiben und „beim Herannahen eines Fahrzeuges, dessen Lenker die Haus- oder Grundstückseinfahrt benützen will, die Aus- oder Einfahrt unverzüglich freizumachen“ (§ 23 Abs. 3). Auf Gleisen gilt das Wegfahrgebot während der Betriebszeiten der Schienenfahrzeuge (§ 28 Abs. 2).
Auf Gehsteigen und Gehwegen (§ 2 Abs. 1 Z. 10 und 11) ist das Abstellen (Halten und Parken) von Fahrzeugen verboten (vgl. § 8 Abs. 4), soweit es nicht nur durch Bodenmarkierungen vorgesehen ist, dann jedoch nur bis zu einem Gesamtgewicht von nicht mehr als 3.500 kg (§ 23 Abs. 2). In Wohnstraßen (§ 76b) ist das Parken von Kraftfahrzeugen nur an den (durch Bodenmarkierung) dafür gekennzeichneten Stellen erlaubt (§ 23 Abs. 2a). Auf Autobahnen (§ 46) und Autostraßen (§ 47) ist das Halten und Parken nur an Raststationen und Rastplätzen zulässig. Auf Eisenbahnkreuzungen ist das Halten und Parken (und Umkehren) absolut, unmittelbar vor oder nach einer Eisenbahnkreuzung dann, „wenn durch das haltende, parkende oder umkehrende Fahrzeug der Lenker eines anderen Fahrzeuges gehindert wird, die Annäherung eines Schienenfahrzeuges oder Einrichtungen zur Anzeige oder Sicherung von Eisenbahnkreuzungen rechtzeitig wahrzunehmen“ (§ 16 Abs. 2 lit. c) und d) Eisenbahn-Kreuzungsverordnung 1961).

##### Abstellen von Anhängern und Fuhrwerken
Anhänger ohne Zugfahrzeug sowie unbespannte Fuhrwerke dürfen nach § 23 Abs. 6 nur zum Beladen oder Entladen auf der Fahrbahn stehengelassen werden, ein Parken ist daher mit diesen Fahrzeugen auf der Fahrbahn verboten. Eine Ausnahme liegt vor, wenn die genannten Fahrzeuge nach der Ladetätigkeit nicht sofort entfernt werden können, das Entfernen eine unbillige Wirtschaftserschwernis wäre oder sonstige wichtige Gründe für das Stehenlassen vorliegen. Darüber hinaus gelten für das Aufstellen dieser Fahrzeuge die Bestimmungen über das Halten und Parken sinngemäß.

##### Abstellen von Fahrrädern
Neben der Einhaltung der allgemeinen Bestimmungen zum Halten und Parken (Abstellen von Fahrzeugen) ist das Abstellen von Fahrrädern in § 68 Abs. 4 StVO geregelt. Demnach sind Fahrräder „so aufzustellen, daß sie nicht umfallen oder den Verkehr behindern können“.
Zulässig ist das Abstellen von Fahrrädern auch auf dem Gehsteig, sofern dieser mehr als 2,5 Meter breit ist; „dies gilt nicht im Haltestellenbereich öffentlicher Verkehrsmittel, außer wenn dort Fahrradständer aufgestellt sind.“ Darüber hinaus sind Fahrräder auf dem Gehsteig „platzsparend so aufzustellen, dass Fußgänger nicht behindert und Sachen nicht beschädigt werden.“

### Schweden
In Schweden ist anders als in Deutschland die maximale Parkdauer auf öffentlichen Straßen und Parkplätzen an Werktagen, ausgenommen Werktagen vor Sonn- und allgemeinen Feiertagen, auf maximal 24 Stunden beschränkt. Diese Parkzeitbeschränkung kann durch Beschilderung verkürzt oder verlängert werden.

### Schweiz

#### Definition
„Parkieren ist das Abstellen des Fahrzeugs, das nicht bloss dem Ein- und Aussteigenlassen von Personen oder dem Güterumschlag dient.“ (Artikel 19 Verkehrsregelnverordnung
(VRV)) Eine explizite zeitliche Dauer ist im Gesetz nicht festgelegt.

## Fahrräder

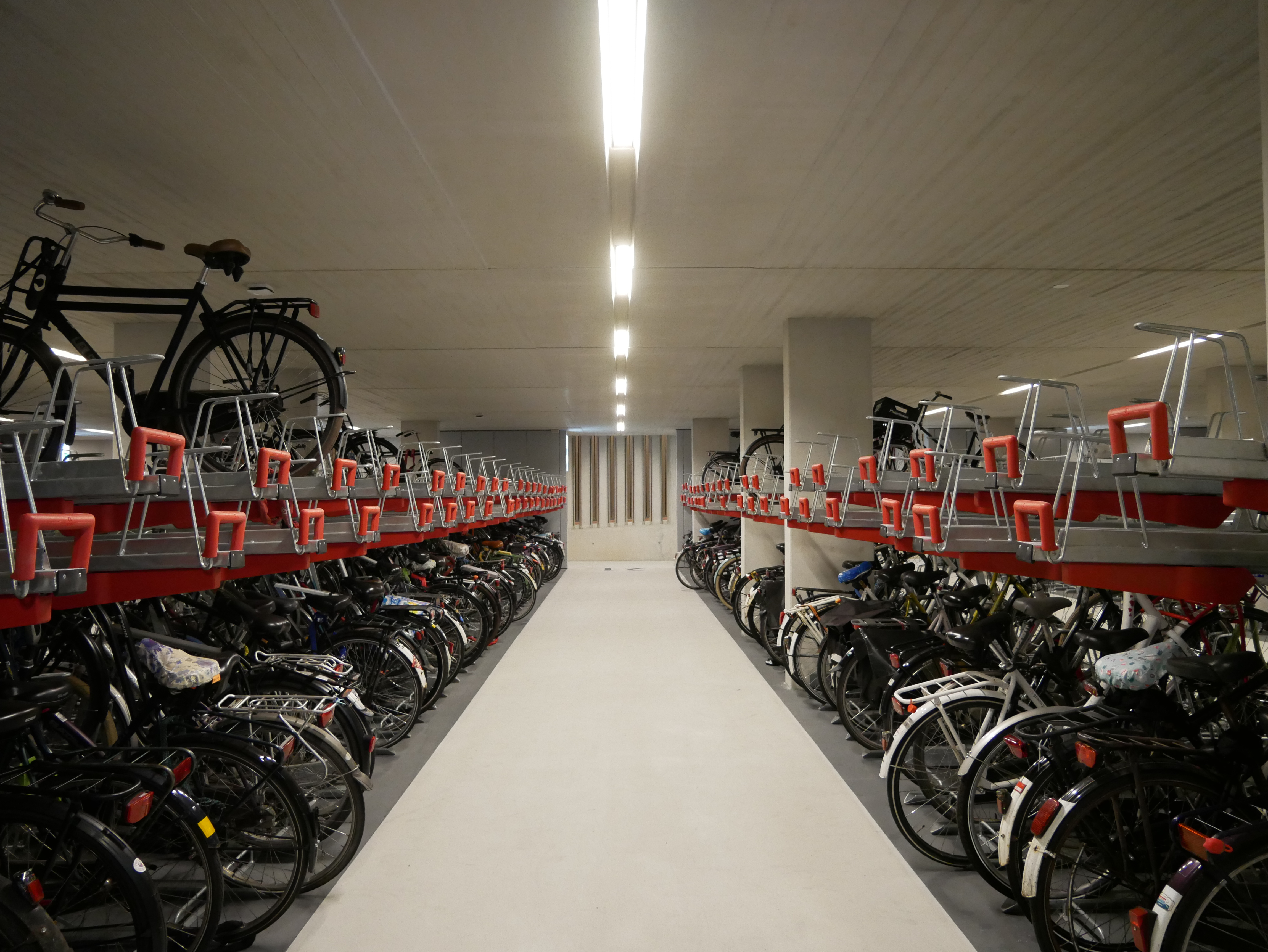
Doppelstock-Parksystem in Utrecht

Das Parken von Fahrrädern wird oft auch nur Abstellen genannt. Fahrräder, welche über einen Seitenständer verfügen, können diesen zum sicheren Stand des Fahrzeuges verwenden. Es können Fahrradabstellanlagen bereitgestellt werden, damit die Fahrzeuge daran angeschlossen werden können. Ein diebstahlsicheres Abstellen erfordert beim Parkvorgang das Verwenden eines Fahrradschlosses. 
Abhängig von der Art der Fahrradabstellanlage müssen Fahrräder, bspw. bei Doppelstock-Parksystemen, beim Parken manuell auf die Anlage geschoben werden.

## Gefahren
Laut einer Studie der Unfallforschung der Versicherer aus dem Jahr 2020 ist das Parken von Autos eine der größten Gefährdungen für Radfahrende, weil parkende Autos die Sicht einschränken oder die Fahrertüre plötzlich geöffnet wird und dabei Dooring-Unfälle passieren können. Letzteres ist vor allem dann der Fall, wenn Radfahrstreifen nicht mit einem ausreichenden Sicherheitsstreifen zu parkenden Autos markiert werden. Jeder fünfte Unfall mit einem Radfahrenden wird laut der Studie durch das Parken von Autos verursacht.

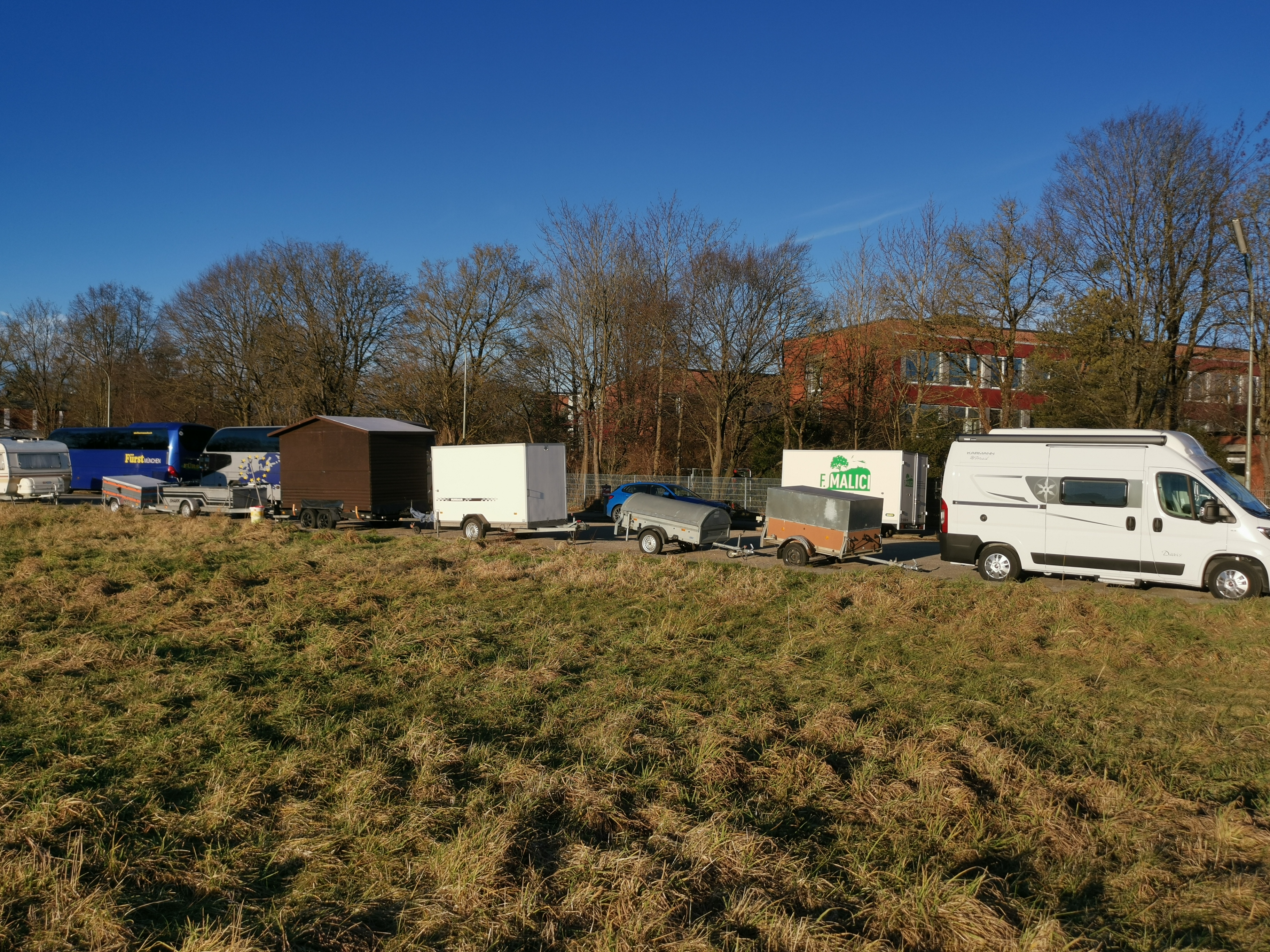
Öffentliche Parkflächen als private Lagerräume in München.

## Mathematische Betrachtungen
Die Bewegung für das rückwärts Einparken eines Fahrzeugs wird als Bewegung auf zwei Wendekreisen modelliert, die sich berühren. Die Kreise haben jeweils einen Radius {\displaystyle r} (effektiver Wendekreis) und das Auto bewegt sich erst um einen Winkel {\displaystyle \alpha } auf dem einen Kreis, dann um denselben Winkel auf dem anderen Kreis. Im Folgenden wird angenommen, dass der senkrechte Abstand {\displaystyle p} zum Vorderfahrzeug vor dem Einparken gleich Null ist.
Winkel für den Kreisbogen:
{\displaystyle \alpha =\arccos {\frac {2r-w}{2r}}}
Benötigte Parklücke:
{\displaystyle g\geq {\sqrt {2wr+f^{2}}}+b}
- r der effektive Wendekreisradius
- w die Breite des Autos
- f der Abstand Hinterachse zur Front
- b der Abstand Hinterachse nach hinten

Beispielsweise sind die Werte für {\displaystyle \alpha } und {\displaystyle g} (in Klammern angegeben in Metern) für einige Fahrzeuge: VW Golf 4 42 Grad (5,50 m), VW Passat 41 Grad (6,08 m), Mercedes C-Klasse 43 Grad (5,88 m), A-Klasse 40 Grad (5,27 m), Opel Astra 43 Grad (5,42 m), Mercedes Smart 42 Grad (4,00 m).